# David Malouf

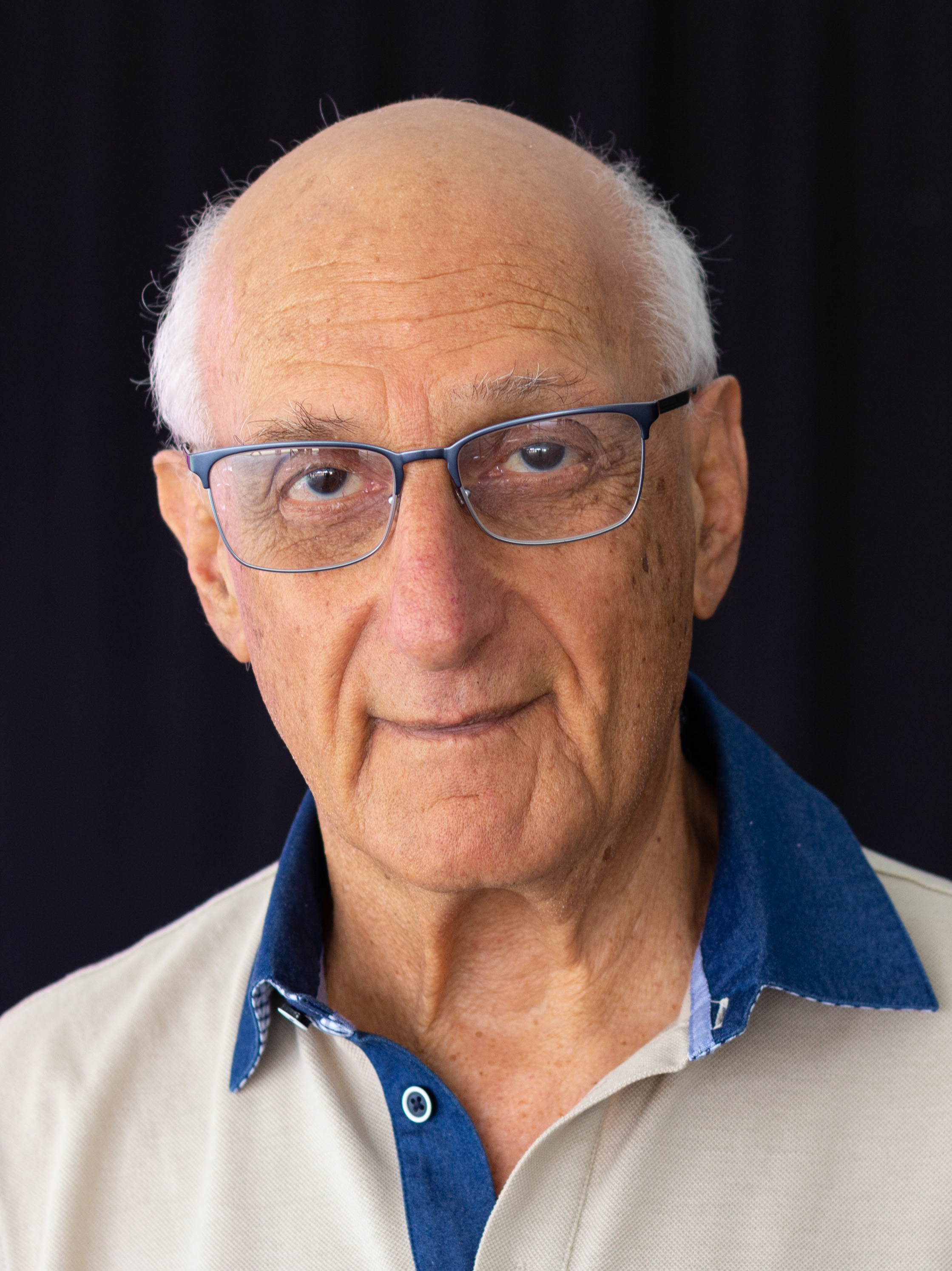
David Malouf

David Malouf (ur. 20 marca 1934 roku w Brisbane) – australijski pisarz zajmujący się historią i przyrodą swojego kraju.
Pochodzi z rodziny o libańsko-angielsko-żydowsko-portugalskich korzeniach. Przez pewien czas mieszkał w Anglii i Toskanii.
W Polsce wydano dwie jego powieści: Rozmowy nad brzegami Curlow Creek (The Conversations At Curlow Creek, 1996; wyd. polskie 1997) oraz Wspomnienie Babilonu (Remembering Babylon, 1993; wyd. polskie 1999).
Oprócz Remembering Babylon (o farmerach w północnej Australii w połowie XIX wieku) rozgłos zyskała jego epicka powieść The Great World (1990) o dwóch Australijczykach podczas wojen światowych, za którą otrzymał w 1991 r. nagrodę im. Miles Franklin.